# ANSEL
Pour les articles homonymes, voir Ansel.
ANSEL (American National Standard for Extended Latin Alphabet Coded Character Set for Bibliographic Use en anglais, Standard national américain pour le jeu de caractères codé de l’alphabet latin étendu à l’usage bibliographique) est un jeu de caractères utilisé dans le codage de texte comme MARC-8. ANSEL est aussi appelé ANSI/NSIO Z39.47 ou jeu de caractères America Library Association puisqu’il est utilisé dans plusieurs systèmes de bibliothèques tel que le format MARC.
Plutôt que d’avoir un grand nombre de caractères précomposés comme l’ISO/CEI 8859-1, l’ANSEL a des caractères de bases et des diacritiques combinants, permettant de composer un grand nombre de lettres diacritiées.
Ce standard est confirmé en 2003 mais il a été retiré administrativement par l'ANSI à la date du 14 février 2013. Il est enregistré au numéro # 231 dans le registre des jeux de caractères international ISO,.
ANSEL est composé d'un jeu de 63 caractères à utiliser avec l'ASCII, American National
Standard Code for Information Interchange, ANSI X3.4-1986, incluant 29 caractères diacritiques combinés. Un caractère diacritique combiné précède le caractère d'espacement sur lequel il devrait être appliqué.

## Utilisation
ANSEL est un des jeux de caractères utilisés par le format de fichier GEDCOM. ANSEL est aussi utilisé dans le format de données bibliographiques MARC 21. Il est largement utilisé lors de transaction d’échange d’informations bibliographiques utilisant le protocole Z39.50.
La table suivante montre le jeu des 63 caractères selon ANSI/NISO Z39.47-1993 (R2003). Chaque caractère est indiqué avec son équivalent Unicode.
|               | Ł A1 161 0141 | Ø A2 162 00D8 | Đ A3 163 0110 | Þ A4 164 00DE | Æ A5 165 00C6 | Œ A6 166 0152 | ʹ A7 167 02B9 | · A8 168 00B7 | ♭ A9 169 266D | ® AA 170 00AE | ± AB 171 00B1 | Ơ AC 172 01A0 | Ư AD 173 01AF | ʼ AE 174 02BC |              |
| ʻ B0 176 02BB | ł B1 177 0142 | ø B2 178 00F8 | đ B3 179 0111 | þ B4 180 00FE | æ B5 181 00E6 | œ B6 182 0153 | ʺ B7 183 02BA | ı B8 184 0131 | £ B9 185 00A3 | ð BA 186 00F0 |               | ơ BC 188 01A1 | ư BD 189 01B0 |               |              |
| ° C0 192 00B0 | ℓ C1 193 2113 | ℗ C2 194 2117 | © C3 195 00A9 | ♯ C4 196 266F | ¿ C5 197 00BF | ¡ C6 198 00A1 |               |               |               |               |               |               |               |               |              |
| ̉ E0 224 0303  | ̀ E1 225 0300  | ́ E2 226 0301  | ̂ E3 227 0302  | ̃ E4 228 0303  | ̄ E5 229 0304  | ̆ E6 230 0306  | ̇ E7 231 0307  | ̈ E8 232 0308  | ̌ E9 233 030C  | ̊ EA 234 030A  | ︠ EB 235 FE20  | ︡ EC 236 FE21  | ̕ ED 237 0315  | ̋ EE 238 030B  | ̐ EF 239 0310 |
| ̧ F0 240 0327  | ̨ F1 241 0328  | ̣ F2 242 0323  | ̤ F3 243 0324  | ̥ F4 244 0325  | ̳ F5 245 0333  | ̲ F6 246 0332  | ̦ F7 247 0326  | ̜ F8 248 031C  | ̮ F9 249 032E  | ︢ FA 250 FE22  | ︣ FB 251 FE23  |               |               | ̓ FE 254 0313  |              |

### GEDCOM
La spécification GEDCOM pour l'échange de données généalogiques fait référence à ANSEL (ANSI/NISO Z39.47-1985) comme un format d'encodage valide pour les fichiers GEDCOM et l'étend avec des caractères additionnels présentés dans la table ci-dessous.
| Hex  | Unicode | Glyph | Description                     |
| ---- | ------- | ----- | ------------------------------- |
| 0xBE | 25A1    | □     | boîte vide                      |
| 0xBF | 25A0    | ■     | boîte pleine                    |
| 0xCD | 0065    | e     | midline e                       |
| 0xCE | 006F    | o     | midline o                       |
| 0xCF | 00DF    | ß     | es zet                          |
| 0xFC | 0338    | ̸      | slash diacritique sur caractère |

### MARC21
Le jeu de caractères MARC 21 est synchronisé avec ANSEL mais en plus supporte le symbole euro (€) et les caractères eszett (ß).